# Grieta
Grieta är en udde i Antarktis. Den ligger i Sydorkneyöarna. Argentina och Storbritannien gör anspråk på området.
Terrängen inåt land är huvudsakligen kuperad, men österut är den bergig. Havet är nära Grieta åt sydväst.  Trakten är obefolkad. Det finns inga samhällen i närheten. 